# NGC 3188
NGC 3188 este o radiogalaxie situată în constelația Ursa Mare. A fost descoperită în 8 aprilie 1793 de către William Herschel.